# Pomezí nad Ohří
Pomezí nad Ohří – miejscowość i gmina (obec) w Czechach, w kraju karlowarskim, w powiecie Cheb. W 2022 roku liczyła 332 mieszkańców.